# Asystasia buettneri
Asystasia buettneri är en akantusväxtart som beskrevs av Gustav Lindau. Asystasia buettneri ingår i släktet Asystasia och familjen akantusväxter. Inga underarter finns listade i Catalogue of Life.